# T–50
A T–50 a Szovjetunióban a második világháború elején gyártott gyalogsági támogató könnyű harckocsi. A konstrukció néhány előnye mellett gyártása bonyolultnak és költségesnek bizonyult. A rövid gyártási sorozatban csak 69 db harckocsi készült.

## Gyártásának története
A T–50 a második világháború elején a Vörös Hadsereg részére gyártott könnyű harckocsi. A spanyol polgárháború tapasztalatai ösztönzőleg hatottak a hatalmas szovjet harckocsi flotta frissítésére vagy cseréjére. 1939 előtt a Vörös Hadsereg legtöbb harckocsija a külföldi típusok továbbfejlesztett változatai voltak. Például a T–26 a brit Vickers 6-Ton harckocsi másolata volt szovjet fejlesztésű toronnyal és 45 mm-es ágyúval. Mindazonáltal, közvetlenül a második világháború előtt és a világháború alatt, a Szovjetunió készített új könnyű, közepes és nehéz harckocsikat is tisztán hazai tervezéssel. A T–50 könnyű harckocsi volt hivatott helyettesíteni a T–26 harckocsit. A T–50 volt hivatott a legelterjedtebb szovjet harckocsivá válni a BT (gyors) harckocsik mellett.
A T–50 fejlesztése SZP projekt néven indult (Szoprovzsgyenyije Pehoti, magyarul Gyalogsági Támogatás) 1939-ben az OKMO tervező irodánál a 185-ös számú Kirov Gyárban Leningrádban Szemjon Alekszandrovics Ginzburg és Lev Szergejevics Trojanov vezetésével. Az első prototípusok a T–126 és T–127 nem sokat fejlődtek a T–126-5 projektben, és még ebben az évben árván is maradtak, de a nehezebb T–126 lett kijelölve a további fejlesztésre. A tervező iroda az 1936-1938-as nagy tisztogatás alatt kiürült, és a projekt nem folytatódhatott. Így 1940 májusában átkerült a 174-es számú K. Je. Vorosilov Gyárba. Trojanov befejezte a T–50 tervezését 1941 januárjában, és megkapták a gyártási engedélyt, de technikai problémák miatt a gyártás nem indulhatott el.
Eközben a BT sorozat felváltására új harckocsit fejlesztettek és építettek az ukrajnai Harkovi Mozdonygyárban, ami felülmúlta az eredeti terveket. Az eredmény az ügyes és gazdaságos T–34 harckocsi.
A német megszállás és a Barbarossa hadművelet után júniusban a harckocsigyárakat áthelyeztették az Urálba. Az OKMO-t szeptember után Omszkba költöztették, és a termelés végre megkezdődött. A T–50 egy kiváló konstrukció volt, de még mindig technikai problémáktól szenvedett, és kiderült, hogy az előállítása is drágább, mint a jobb képességű T–34-é. A sokkal egyszerűbb T–60 könnyű harckocsik már tömeggyártásban voltak. A mindössze 69 darab megépült T–50 harckocsiból 48 lett felfegyverezve, mikor 1942 januárjában a gyártásukat befejezték.
A gyalogsági támogató harckocsik fejlesztése a T–45-tel tovább folytatódott a 174. és a 100. Kirkovsky Gyárban, de a T–34 gyártásának gyorsítása érdekében és a gyalogsági támogató harckocsik iránti érdeklődés hiányában ezt a koncepciót elvetették.

### Leírása
A T–50 egy haladó elgondolás volt a maga idejében a torziós rugós felfüggesztéssel, dízelmotorral (ami az összes új szovjet tankban közös) és a hegesztett, ferde páncélzattal. Kiváló vonása még a háromszemélyes torony a parancsnoki kupolával, ami csak 1942-től tűnt fel a szovjet tankokon. 1939–1943 idején csak egy-két emberes toronnyal készültek harckocsik, amik jóval kevésbé hatékonyak harcban, mint a háromemberes. Emellett az összes T–50 fel volt szerelve adó-vevővel, ami a korabeli modellekben csak a parancsnoki járművekben volt.
Mindamellett a T–50-nek sok hiányossága van, kezdve a zsúfolt beltérrel, sok más szovjet harckocsihoz hasonlóan. A fő problémák a V–4 motorral kapcsolatosak, melyet kifejezetten ehhez a harckocsihoz terveztek, ellentétben más szovjet harckocsikkal, amibe normál teherautó motort szereltek. A T–60 és T–70 harckocsik és az SZU–76 önjáró lövegek szabvány GAZ teherautó-motorokkal működtek. Külön harckocsimotorokat drágább előállítani. Ezeket nagyobb teljesítményű harckocsikba építettek. A mozgékony BT–8 harckocsikat, a T–34 közepes harckocsikat, a KV–1, ISZ–2 nehéz harckocsikat és ezek változatait ugyanolyan szabványos V–2 típusú 12 hengeres dízelmotor hajtotta. A V–4 dízelmotorok rendkívül megbízhatatlanok voltak javíthatatlan tervezési hibákkal. A megbízhatatlan és drága motorok hozzájárultak a T–50 bukásához.

### Változatai
Két változata volt; egy alapmodell és egy erősített páncélzatú. Közvetlenül a Szovjetunió német megszállása előtt sok szovjet harckocsi páncélját erősítették meg pótlólag hegesztett vagy csavarozott lemezekkel. Így néhány KV–1 nehéz harckocsi, T–28 közepes és T–26 könnyű harckocsi kapott utólag erősített páncélt. Néhány T–50 is kapott ilyet. Az így erősített változatok az utólag a torony elejére, oldalára, valamint a test elejére szerelt lemezeket tartó csavarok fejéről ismerhetők fel. Az alap T–50 aránylag „tiszta” kinézetű jármű. Ironikusan, a páncél erősítése válasz volt a hatalmas német tankelhárító fegyverekre. Az erősített T–50 páncélja a legvastagabb részeken elérte az 57 mm-t is.

## Harci alkalmazása

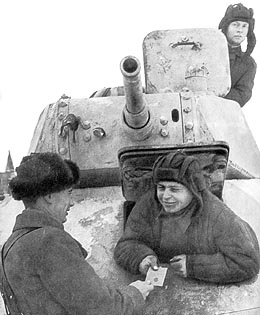

A néhány rendelkezésre álló T–50-t a leningrádi frontra vezényelték. Kevés fotó maradt fenn az üzemelő harckocsiról és a harci történetéről is kevés a feljegyzés. Egy T–50-t a finn haderők zsákmányoltak és használtak 1944-ben.
A legtöbb fennmaradt könnyű harckocsi 1941-43-ból a kevésbé fejlett de egyszerűbb T–60 és T–70. 1943-ban a gyalogsági támogató harckocsik szerepe érthető módon elavult és az olcsóbb SZU–76 önjáró löveg vette át a szerepet. A könnyű harckocsikat a harckocsi ezredekben T–34 közepes harckocsikra cserélték. A könnyű tankok összekötő és felderítő szerepét átvették az olcsóbb páncélozott autók és kölcsönbérleti kanadai és brit Valentine tankok, valamint amerikai M3 Stuart könnyű harckocsik.

## Műszaki adatok
- Besorolás: könnyű harckocsi
- Vezető tervező: Szemjon Alekszandrovics Ginzburg
- Prototípus neve: T–126 (SZP)
- Fegyverzet: 1 db 45 mm-es L46 20-K ágyú, 2 db 7,67 mm-es Gyegtyarjov DT géppuska, 1 db PPD–40 géppisztoly
- Lőszerkészlet: 150 gránát, 4032 géppuskalőszer, 750 géppisztolylőszer.
- Motor: V–4, 300 lóerős 6 hengeres alumínium dízelmotor
- Üzemanyagkészlet: 350 liter
- Üzemanyag-fogyasztás (műúton): 97-100 liter / 100 km
- Hatótávolság: 220 km, műúton 344 km

## Túlélő T–50-esek
Máig legalább két T–50 maradt fenn. Egy erősített páncélzatú a finnországi Parolai Páncélosmúzeumban található. Egy alap T–50 pedig a Kubinkai Harckocsi Múzeumban látható Moszkva mellett.

## Fordítás
- Ez a szócikk részben vagy egészben  a   T-50 című angol Wikipédia-szócikk fordításán alapul.  Az eredeti cikk szerkesztőit annak laptörténete sorolja fel. Ez a jelzés csupán a megfogalmazás eredetét és a szerzői jogokat jelzi, nem szolgál a cikkben szereplő információk forrásmegjelöléseként.

## Külső hivatkozások
- T–50 könnyű támogató harckocsi – fejlesztési történet és harci felhasználás, Battlefield.ru
- T–50 harckocsi, Kubinka tankmúzeum
- T–50 harckocsi, Parola tankmúzeum
- A T–50 prototípus, Kubinka tankmúzeum